# 疏脉赤楠
疏脉赤楠（学名：Syzygium paucivenium）为桃金娘科蒲桃属下的一个种。

## 扩展阅读
- 維基物種上的相關：疏脉赤楠